# .mf
.mf是一個給聖馬丁（Saint-Martin）的國家及地區頂級域（ccTLD），現時法屬部份仍使用瓜德羅普島的國家及地區頂級域.gp或法國的國家頂級域.fr，荷屬部份使用.sx。

## 外部連結
- IANA .mf whois information（页面存档备份，存于）